# Starship Technologies
Starship Technologies — основанная эстонцами компания, выпускающая беспилотные роботизированные наземные транспортные средства (роботов-доставщиков). Штаб-квартира компании находится в Лондоне. Инженерный и испытательный отделы располагаются в Таллине. Торговая марка «Starship Technologies, Inc.» была зарегистрирована в США (штат Делавэр) (2015).

## История

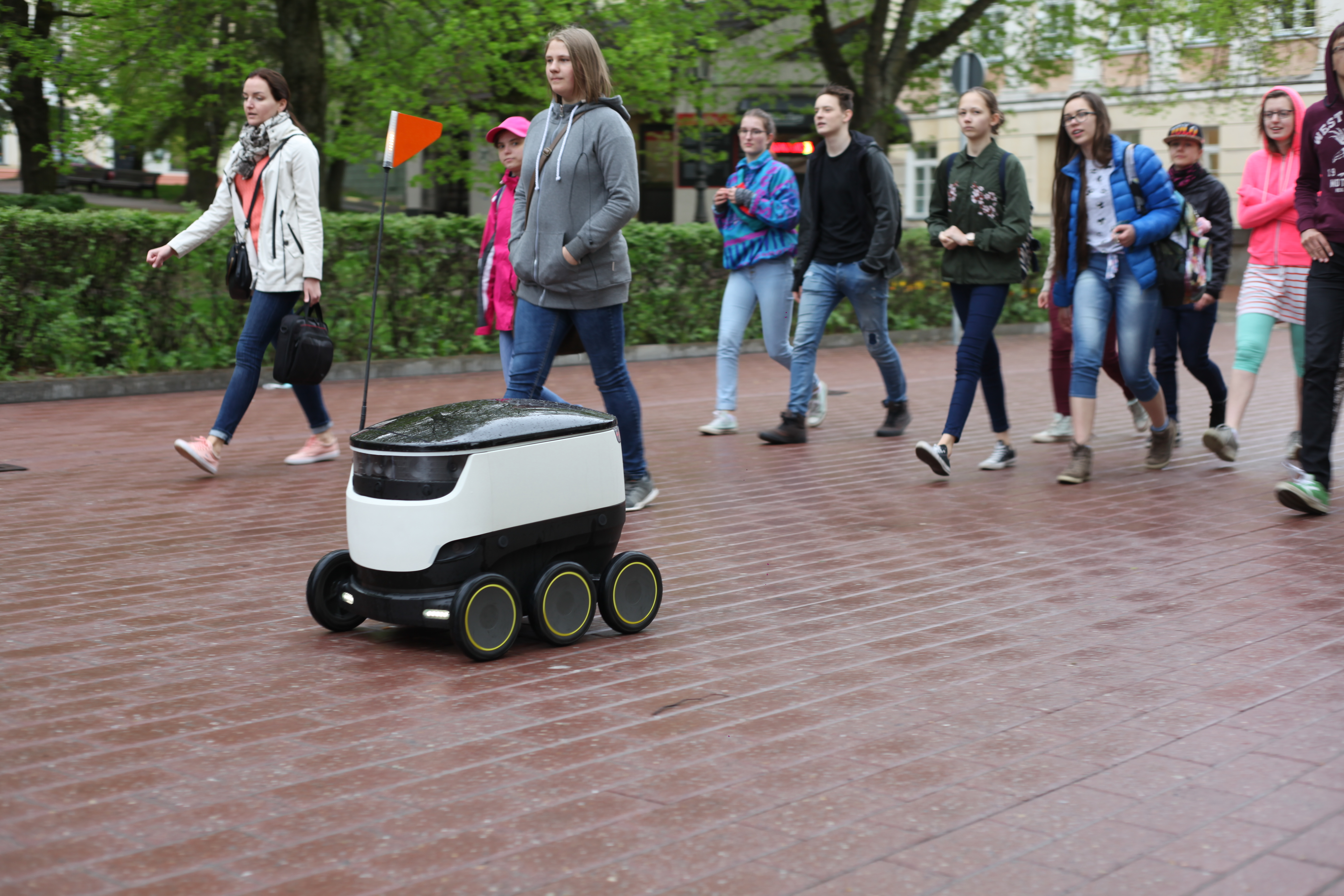
Беспилотный робот компании Starship Technologies на улицах Тарту (2017)

Эстонский стартап Starship Technologies, переросший в одноимённую фирму, был начат в 2014 году сооснователями Skype Янусом Фриисом и Ахти Хейнлом. Аллан Мартинсон участвовал в проекте в качестве управляющего директора (2015—2017).
Беспилотные роботы, выпускаемые компанией, используются для доставки товаров, решая вопрос «последней мили» по доставке, в Лондоне и ещё в четырёх европейских городах: Таллине, Дюссельдорфе, Гамбурге и Берне, а также в США.
Роботы будут располагаться на кухнях, в центрах доставки и супермаркетах. Когда приходит соответствующий заказ от клиента, роботы самостоятельно находят нужный продукт, размещают его в своём отсеке для грузов и отправятся к месту назначения. Роботы могут передвигаться по городу со скоростью до 6,5 км/ч. Максимально допустимое расстояние, на которое может осуществляться доставка, составляет 5 км. Роботы Starship Technologies подходят для перевозки грузов весом до 18 кг, которые по объёму равноценны двум пакетам с продуктами. Крышка багажного отсека робота открывается только после ввода защитного кода, который приходит получателю посредством сопутствующего мобильного приложения.
Этот робот придуман в Эстонии, произведён в Эстонии, он приехал из Эстонии, это должен быть эстонский робот.управляющий директор компании Starship Technologies Аллан Мартинсон